# Michael von Faulhaber

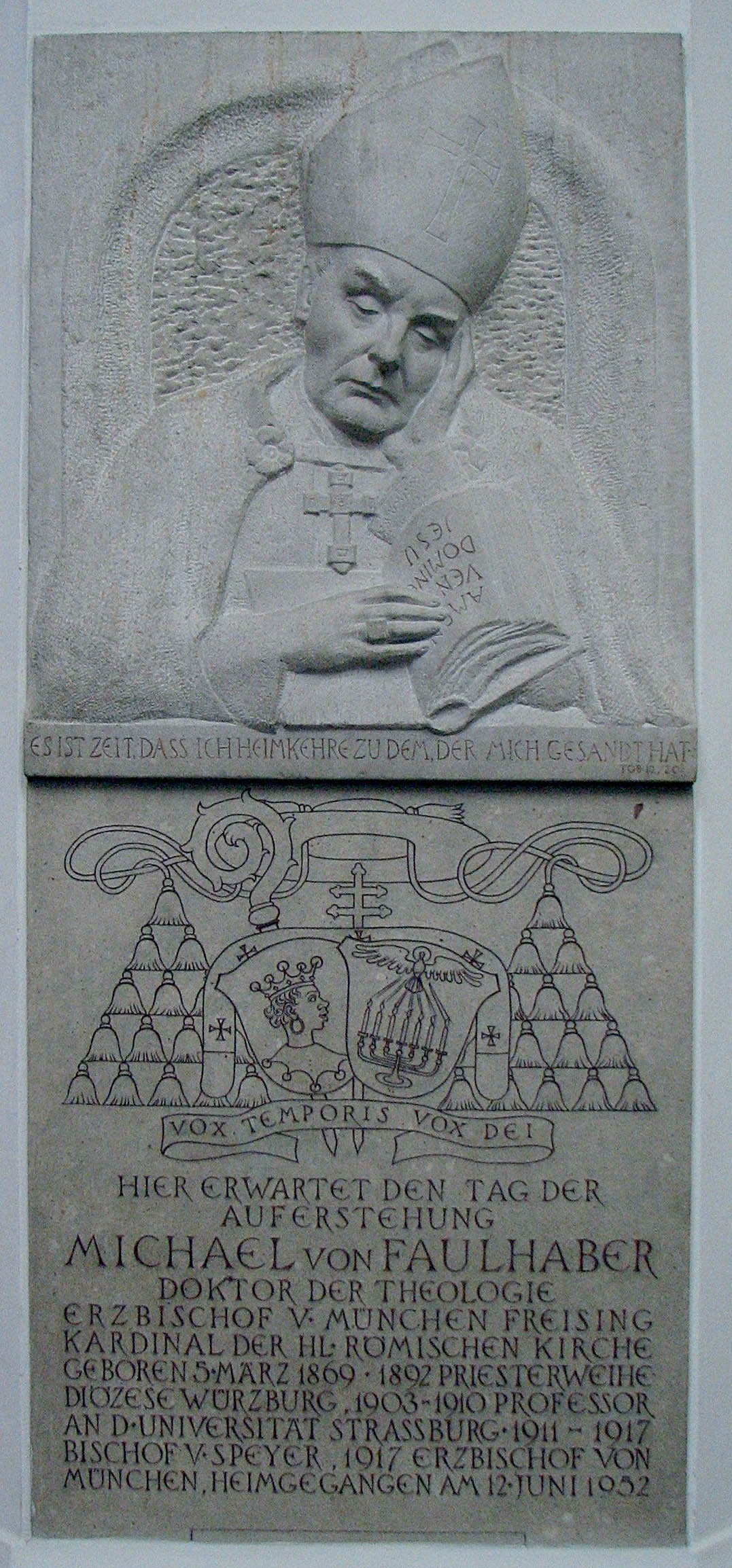
Memorial de von Faulhaber al Munich Frauenkirche

Michael von Faulhaber (5 de març de 1869 - 12 de juny de 1952) va ser un cardenal i arquebisbe catòlic de Múnic durant 35 anys, des de 1917 fins a la seva mort el 1952. Faulhaber va rebutjar la República de Weimar per estar arrelada a la traïció i es va oposar al govern democràtic en general, afavorint una monarquia catòlica. Faulhaber va reconèixer públicament el govern nazi com a legítim, va requerir que el clergat catòlic continués fidel al govern nazi i va mantenir ponts entre el feixisme i l'Església. Va ordenar a Joseph Ratzinger (el futur papa Benet XVI) com a sacerdot el 1951, i va ser l'últim cardenal supervivent designat pel papa Benet XV.
Faulhaber és una figura controvertida. Els apologistes catòlics han intentat retratar-lo com un anti-nazi compromès. D'altres han destacat la seva connivència. El 2017, el Bund fur Geistesfreiheit Munchen, en una carta oberta que reclamava el canvi de nom de cardenal-Faulhaber-Strasse, va titllar que era insuportable que un antisemita com Faulhaber encara hagués de ser honorat amb un nom de carrer. Faulhaber havia escrit en una entrada del diari de setembre de 1933 que esperava que Hitler aconseguís fer el que Bismarck no havia pogut fer i "erradicar el mal del sistema democràtic parlamentari". La carta oberta citava l'odi antisemític de Faulhaber vers Kurt Eisner, la seva extensió de 1936 al règim nazi el dret a "prendre mesures contra els excessos del judaisme a la seva zona", la seva proclamació el 1936 del "compromís unànime dels bisbes alemanys amb el Führer i la seva obra històrica mundial" i la seva crida de 1938 perquè els catòlics "facin un vot d'adscripció al Führer a l'hora de la història mundial".

## Biografia

### Vida fins després de la Primera Guerra Mundial
Michael Faulhaber va néixer a Klosterheidenfeld, Baviera, el tercer dels set fills del forner Michael Faulhaber (1831–1900) i de la seva dona Margarete (1839–1911). Es va formar als gimnasos de Schweinfurt i Würzburg. El 1887-88 fou soldat i suboficial de l'exèrcit bavarès. El 1889 va ingressar al Seminari Kilianeum (catòlic) de Würzburg i va ser ordenat l'1 d'agost de 1892. Faulhaber va ser un sacerdot a Würzburg des de 1892 fins a 1910, i va exercir allà durant sis anys. Els seus estudis van incloure una especialització sobre l'escriptor paleocristià Tertul·lià. El 1895 es va graduar als seus estudis amb un doctorat en teologia. De 1894 a 1896, fou prefecte del Seminari Kilianeum. De 1896 a 1899 es va dedicar a l'estudi de manuscrits al Vaticà i altres museus italians. De 1899 a 1903, fou privatdocent en paleografia grega, arqueologia bíblica, homilètica i exegesi dels Salms, a la Universitat de Würzburg. El 1900 va visitar Anglaterra per estudiar manuscrits de la literatura cristiana primerenca, passant un semestre a Oxford. El 1902 va visitar Espanya amb un propòsit similar. El 1903 es va convertir en professor de teologia a la Universitat d'Estrasburg. També va escriure diversos articles per a l'Enciclopèdia catòlica.
El 1910, Faulhaber va ser nomenat bisbe d'Espira i va ser investit com a tal el 19 de febrer de 1911. L'1 de març de 1913 va ser nomenat cavaller de l'orde del Mèrit de la Corona de Baviera pel príncep regent Ludwig; d'acord amb els estatuts d'aquest ordre, Faulhaber es va ennoblir amb l'estil de "Ritter von Faulhaber". El 1916 va guanyar la Creu de Ferro (com a primer clergue de l'Imperi Alemany) al Front Occidental pel seu suport a les tropes en primera línia per actuar com a capellà militar. El 1917 fou nomenat com a arquebisbe de Múnic. El 1921 va esdevenir cardenal, amb el títol de cardenal prevere de Sant'Anastasia, i a la seva mort va ser l'últim cardenal supervivent creat pel papa Benet XV.
Faulhaber sentia poca fidelitat a la República de Weimar. A la conferència catòlica nacional (Katholiikentag) de 1922 a Múnic, va declarar que la República de Weimar era un «perjuri i traïció», perquè havia arribat a través del derrocament de les autoritats civils legítimes, les monarquies, i havia inclòs en la seva constitució la separació d'església i estat. La declaració pertorbà els catòlics que es comprometien a la República de Weimar. Faulhaber havia elogiat la monarquia uns mesos abans en el funeral del rei Ludwig.
Faulhaber va donar a conèixer i es va donar suport a la creació d'un vincle institucional per a l'associació, l'obra d'Amici Israël. Va donar suport al grup distribuint els seus escrits, dient que «hem de garantir una àmplia distribució dels escrits d'Amici Israel» i amonestà els predicadors per evitar totes les declaracions que «puguin sonar de qualsevol manera antisemita», això malgrat que, "ell mateix estava una mica contaminat pels estereotips antisemites que situaven els jueus en la mateixa categoria que els maçons i els socialistes." Faulhaber era amic de la promotora del grup, Sophie Francisca van Leer; El seu objectiu especial era cercar canvis en la pregària del divendres sant i algunes de les seves frases en llatí com "pro perfidis Judaeis" (pels pèrfids jueus) i "judaicam perfidiam" (perfídia jueva) i van buscar el cessament de l'acusació de deïcidi contra jueus. Es va dissoldre el març de 1928 amb el decret de la Congregació del Sant Ofici del Vaticà, ja que les seves perspectives no s'ajustaven a l'esperit de l'Església.

### Faulhaber i el Partit Nazi

#### Ascens del Partit Nazi
Faulhaber va ajudar a convèncer Gustav von Kahr de no donar suport a Hitler durant el Putsch de la Cerveseria. Els seus partidaris es van dirigir contra Faulhaber, que havia denunciat els nazis en cartes a Gustav Stresemann i Heinrich Held de Baviera i el van culpar del seu fracàs; van seguir les protestes contra Faulhaber, així com el papa, durant tot un cap de setmana.
El 1923, Faulhaber va declarar en un sermó que tota vida humana era preciosa, inclosa la d'un jueu. Quan el Nunci va escriure a Roma el 1923 queixant-se de la persecució dels catòlics, va comentar que «Els atacs estaven especialment focalitzats en aquest apassionat i gelós» Faulhaber, que en el seu sermó i la seva correspondència «havia denunciat les persecucions contra els jueus.»
Al febrer de 1924, Faulhaber va parlar de Hitler i del seu moviment a una reunió d'estudiants i acadèmics catòlics a Múnic. Va parlar de la "primavera originalment pura" que havia estat «enverinada pels afluents posteriors i per la Kulturkampf». Però Hitler, va afirmar, sabia millor que els seus esbarts i que la resurrecció d'Alemanya requeriria l'ajuda del cristianisme.
Durant les eleccions de març de 1933, Faulhaber, a diferència de diversos bisbes que van aprovar el Partit del Centre, es va abstenir de fer cap comentari a la seva carta pastoral publicada el 10 de febrer. El llibre d'un autor catòlic publicat posteriorment l'any va atribuir les pèrdues ocasionades pel Partit Popular de Baviera a la posició neutral adoptada per Faulhaber preguntant " El cardenal no havia assenyalat indirectament el camí a seguir en el futur?"
L'1 d'abril de 1933, el govern va recolzar un boicot a nivell nacional de totes les botigues i empreses jueves. Els bisbes alemanys van discutir possibles respostes contra aquestes mesures, però Faulhaber va pensar que només empitjoraria les coses. Els dies anteriors al boicot, el cardenal Bertram va demanar l'opinió dels bisbes germans sobre si l'Església havia de protestar. Faulhaber va telegramar Bertram que qualsevol protesta d'aquest tipus seria sense esperança. I després del boicot de l'1 d'abril de 1933, el cardenal Pacelli va rebre una carta de Faulhaber on explicava per què l'Església no interveniria per protegir els jueus: «Això no és possible en aquest moment perquè la lluita contra els jueus es convertiria al mateix temps en una lluita contra els catòlics i perquè els jueus poden ajudar-se de cop final dels espectacles de boicot». Al pare Alois Wurm, que va preguntar per què l'Església no va condemnar la persecució racista en termes senzills, Faulhaber va respondre que l'episcopat alemany estava "preocupat per qüestions sobre escoles, organitzacions i esterilitzacions catòliques que són més importants per a l'Església a Alemanya que els jueus; els jueus poden ajudar-se, per què els jueus haurien d'esperar ajuda de l'Església?" Segons Saul Friedländer, "El boicot a les empreses jueves del 1933 va ser la primera prova important a escala nacional de l'actitud de les esglésies cristianes davant la situació dels jueus sota el nou govern". En paraules de l'historiador Klaus Scholder, durant els dies decisius al voltant del primer d'abril, cap bisbe, ni dignitats de l'església ni cap sínode va fer cap declaració oberta contra la persecució dels jueus a Alemanya ".

#### Sermons d'Advent
Durant l'Advent del 1933, Faulhaber va predicar cinc sermons que Scholder descriu com que «no estaven dirigits contra l'antisemitisme polític i pràctic de l'època, sinó contra el seu principi, l'antisemitisme racial que intentava entrar a l'Església [catòlica romana]». Els sermons van ser fets a St. Michael, l'església més gran de Múnic, tot i que les multituds eren tan grans que tant les esglésies veïnes, els Studienkirche i Bürgersaal, van haver de ser connectades per altaveus.
L'article 24 del programa nacional socialista va declarar l'Antic Testament com a ofensiu als valors morals. Faulbaber fou un antic professor d'Antic Testament a Estrasburg. Als sermons Faulhaber va declarar que no podia callar contra els atacs, «els llibres sagrats de l'Antic Testament ... [amb] la investigació racial, en si mateixa no és una qüestió religiosa, ataca els fonaments del cristianisme». Faulhaber va defensar l'Antic Testament contra les lectures antisemites nazis, especialment les avançades pel teòric nazi Alfred Rosenberg.
Saul Friedländer assenyala que el mateix Faulhaber va subratllar més tard que no estava en aquests sermons "comentant aspectes contemporanis de la qüestió jueva". Friedländer assenyala que aquests sermons utilitzaven algunes de les representacions estereotipades més comunes de l'antisemitisme religiós tradicional: «Les filles de Sió van rebre la seva carta de divorci i des de llavors, Ahasuerus vagà per sempre inquiet, per la faç de la terra.»
En el seu sermó d'Advent del 17 de desembre, Faulhaber va parlar al "poble d'Israel" sobre "l'Antic Testament" i va declarar que «Aquest tresor no va créixer al vostre propi jardí ... aquesta condemna a l'apoderament usuriós de la terra; aquesta guerra" contra l'opressió del pagès pel deute, aquesta prohibició d'usura, no és el producte del vostre esperit!.»
Va amonestar: «Déu sempre castiga els turmentadors del seu poble escollit, els jueus.» També va assenyalar: «Cap catòlic romà aprova les persecucions dels jueus a Alemanya». El seu elogi pel poble jueu per haver "exhibit els valors religiosos més nobles", va reconfortar a alguns i indignar-ne d'altres. Els sermons plens havien estat escoltats tant per protestants i jueus, com per catòlics, i "El rabí de Múnic Leo Baerwald va ser encoratjat pels sermons, tot i que el cardenal no havia comentat sobre l'antisemitisme nazi ni trencat amb l'antic Idea cristiana d'una maledicció sobre el poble jueu. "
Els sermons de Faulhaber van ser publicats setmana a setmana durant l'Advent per A. Huber, Múnic. El llibre dels sermons fou posteriorment prohibit pels nazis.

#### Faulhaber sobre persecució de jueus
En una carta a Pacelli, a principis dels anys trenta, Faulhaber feia referència a la persecució nazi de jueus com a "injusta i dolorosa". L'historiador Michael Phayer assenyala que a diferència d'alguns clergues d'Hongria i Croàcia, "la majoria dels bisbes alemanys no tenien esperit envers els jueus", i Faulhaber exhibia "típic antisemitisme cristià, però no era un antisemitisme nazi". Phayer va assenyalar que Faulhaber no va condonar l'antisemitisme nazi, ja que va ser el redactor principal de Mit Brennender Sorge que va denunciar el racisme.
El novembre de 1941, un petit grup de bisbes catòlics alemanys van redactar una carta pastoral que proposava protestar contra les mesures hostils preses contra l'església pel règim nazi. La carta proposada no mencionava els jueus. Saul Friedländer considera que aquesta manca de voluntat de prendre una posició pública davant la creixent consciència dels exterminis massius a l'est es calcula perquè Faulhaber va registrar en una nota les seves reflexions sobre el contingut de la carta proposada i la seva creença que plantejava "la qüestió jueva" i altres qüestions perjudicarien la reputació del poble alemany i del seu govern.
Al seu sermó de la nit de Cap d'Any de 1938, Faulhaber va comentar: «Aquest és un avantatge del nostre temps; a la màxima oficina del Reich tenim l'exemple d'una forma de vida senzilla i modesta sense alcohol i amb nicotina». També el 1938 els nazis van atacar i es van posar cap per avall a l'oficina de Faulhaber. Durant la Kristallnacht va proporcionar al rabí en cap de Múnic un camió per salvar les possessions de la sinagoga abans que fos destruïda. Pinchas Lapide va opinar que Faulhaber "predicava amb entusiasme contra la profanació de les oracions jueves" i objecta que el camió només va ser proporcionat a instàncies del papa. Martin Rhonheimer, que, tot i que assenyala que Faulhaber "feia temps que era conegut com a amic dels jueus", va escriure sobre els sermons de l'Advent de Faulhaber: «És clar que la ferma oposició de Faulhaber a les teories racials nazis no va ser mai pensada com a defensa de la jueva postcristiana. o dels seus conciutadans jueus contra els seus perseguidors.» Malgrat l'objecció de Rhonheimer i Lapide als discursos com a mig cor, no obstant això va donar lloc a l'arribada de nazis uniformats a casa de Faulhaber, cridant: "Porteu el traïdor a Dachau!" i trencant els seus persianes i els marcs de les finestres.

#### Les teories racials
L'escriptor Sidney Ehler ha escrit que la sèrie de sermons de Faulhaber, el desembre de 1933, va condemnar «els errors fonamentals continguts en la teoria racial i el seu "cristianisme alemany" fora del sòl». I Ronald Rychlak afirmà que Faulhaber defensava els principis de tolerància racial i va instruir els alemanys que respectessin el judaisme. Els nazis van prendre objecció a aquests sermons i el seu palau va ser disparat. Martin Niemöller, el clergue protestant que va passar set anys en camps de concentració per resistència, va dir que els sermons de Faulhaber van demostrar que era un "gran home valent".
Alguns historiadors, tot i que concedien que Faulhaber es va oposar al racisme nazi, afirmen que no es va oposar suficientment a l'antisemitisme, afirmant que es va limitar a defensar el judaisme i l'Antic Testament, i no prou els jueus com a tals. Aquests historiadors han assenyalat comentaris qualificatius en els seus sermons sobre l'acceptació d'una "comunitat de sang": «La sang i la raça ... han participat en la conformació de la història alemanya». L'agost de 1934, el periòdic socialista de Praga Sozialdemokrat va fer allò que Pinchas Lapide considera un informe equivocat que Faulhaber havia predicat contra el racisme copiat per diversos diaris suïssos. Lapide diu que Faulhaber va cablar immediatament el periòdic Basler Nationalzeitung El sermó fallista contra el racisme mai es va celebrar. Sol·liciteu la denegació d'un informe fals". L'endemà, va escriure al ministre de l'Interior de Hitler:
«És urgent que la venda pública d'un article tan atrotinat, basat en una falsificació marxista, sigui prohibida per la policia i que el públic sigui il·luminat ràpidament sobre aquesta vergonyant mentida.»
Lapide també assenyala que, quan el Consell jueu mundial va assabentar-se de la suposada predicació de Faulhaber, li van enviar una comunicació agraint-li les seves paraules valentes. Faulhaber els va escriure "protestant vigorosament contra la menció del seu nom en una conferència que exigeix un boicot comercial contra Alemanya.
Segons Ronald Rychlak, els nazis van demanar la mort de Faulhaber el 1935 i el 1936 la policia nazi es va apoderar i va destruir un dels seus sermons, i va fer el mateix dues vegades més el 1937.
Faulhaber va ser un dels principals col·laboradors de l'única encíclica papal que s'ha escrit mai en alemany (amb l'esperança de tenir un impacte més gran sobre als que anava dirigida), Mit brennender Sorge. Faulhaber va passar tres nits treballant un esborrany que condemnava la idolització dels nazis de raça i estat. L'encíclica pretenia minvar l'intent dels nazis d'alterar el cristianisme per donar suport al racisme: «La culminació de la Revelació a l'Evangeli de Jesucrist és definitiva, és vinculant per sempre. Aquesta revelació no té cabuda per a addenda feta per la mà humana, encara menys. per una religió ersatz o substitutiva basada en revelacions arbitràries, que alguns defensors contemporanis volen derivar de l'anomenat mite de la sang i la raça». Un historiador va elogiar Faulhaber com "un dels més temibles" eclesiàstics alemanys que, en cartes i sermons pastorals, van denunciar sense cap mena de dubte el tractament dels jueus, les teories de cristians alemanys i diverses accions dels nazis "i que va assenyalar el "deute del cristianisme amb els jueus".
El rabí David G. Dalin l' ha descrit com "un famós opositor dels nazis". Un historiador de l'Alemanya moderna el va descriure com "el més antinazi de la jerarquia catòlica". El Rabbi Stephen S. Wise, una notòria veu nord-americana per la causa jueva durant la guerra, va anomenar Faulhaber "un veritable prelat cristià", dient que va intentar protegir els jueus quan "havia aixecat la seva veu sense por".

#### Relacions amb Hitler
Faulhaber, com altres membres de la jerarquia catòlica alemanya, va voler mantenir "una relació de treball amb el govern i va resultar difícil de creure quan Hitler els va utilitzar amb propòsits propagandístics i després els va abandonar amb promeses buides".
Pinchas Lapide va escriure que Faulhaber, en comú amb pràcticament la totalitat de l'episcopat alemany, va assegurar a Hitler de la seva sincera col·laboració. El 24 d'abril de 1933, el primer ministre va informar al Consell de Ministres de Baviera que Faulhaber havia emès una ordre al clergat per donar suport al nou règim nazi en el qual Faulhaber tenia confiança. El 12 de març de 1933, Faulhaber va ser rebut pel papa Pius XI a Roma. Al seu retorn, va informar:
«Després de la meva recent experiència a Roma als cercles més alts, que no puc revelar aquí, haig de dir que, malgrat tot, he trobat una tolerància més gran respecte al nou govern. ... Meditem sobre les paraules del Sant Pare, que en un consistori, sense fer menció al seu nom, va assenyalar davant tot el món a Adolf Hitler l'estadista que primer, després del Papa, ha alçat la veu contra el bolxevisme.»
Després de la signatura del Concordat entre Alemanya i la Santa Seu el 1933, Faulhaber va enviar una nota de felicitació a Hitler:
«El que els antics parlaments i partits no van aconseguir en 60 anys, la seva previsió estadística ha aconseguit en sis mesos. Per al prestigi d'Alemanya a Orient i Occident i davant el món, aquest cop de mà amb el Papat, el poder moral més gran de la història del món, és una proesa de benedicció inconmensurable.»
Faulhaber va acabar la seva nota amb un desig "que vingués del fons del meu cor: Que Déu conservi el canceller del Reich per al nostre poble". El juny de 1936, la premsa alemanya va denunciar el cas d'un catòlic suís que pregava la mort de Hitler i per extensió va acusar tots els catòlics de compartir una inclinació similar cap a la sedició. Faulhaber va respondre en un sermó: 
«Un llunàtic a l'estranger ha tingut un atac de bogeria? Això justifica la sospita majorista dels catòlics alemanys? Tots vostès són testimonis del fet que tots els diumenges i festius al servei principal preguem a totes les esglésies pel Führer, tal com hem promès al Concordat, i ara es pot llegir amb grans cartes dels papers de les cantonades del carrer: "Preguen per la mort de Hitler!" Ens sentim ofesos per aquesta qüestió de la nostra lleialtat a l'Estat, avui donarem una resposta, una resposta cristiana: homes catòlics, ara pregarem junts un Paternoster per a la vida del Führer, aquesta és la nostra resposta»
.[50]
Després del fallit intent d'assassinat de Georg Elser, va celebrar una missa solemne celebrant la salvació de Hitler.

#### Faulhaber es troba amb Hitler a prop de Berchtesgaden, novembre de 1936
L'agost de 1936, els bisbes alemanys es van reunir per a la seva conferència anual, a Fulda. La discussió sobre la Guerra civil espanyola va dominar els procediments. Els bisbes alemanys van acceptar fonamentalment la presentació nazi del paper dels bolxevics en aquesta guerra: el ministre de propaganda Goebbels va ordenar als periodistes que anomenessin als republicans simplement com "els bolxevics", i en una carta conjunta de l'episcopat; «La unitat alemanya no s'ha de sacrificar a l'antagonisme religiós, les picabaralles, el menyspreu i les lluites. Més aviat cal augmentar i reforçar el nostre poder nacional de resistència per tal que no només Europa ens alliberi del bolxevisme, sinó que tot el món civilitzat pugui ser ens endeutem».
El nunci Cesare Orsenigo va organitzar que Faulhaber tingués una reunió privada amb Hitler. El 4 de novembre de 1936, Faulhaber va viatjar al retir muntanyenc de Hitler a prop de Berchtesgaden. Segons el relat de Michael Burleigh sobre aquesta reunió, Hitler va dominar la conversa, manifestant la seva decepció per la resposta de l'Església a les accions nazis i rebutjant els atacs del Reich a l'Església - la reunió es va produir en una incomprensió recíproca. L'historiador Beth Griech-Polelle ofereix, però, un relat ben diferent en el qual, seguint el propi compte de Faulhaber, la tensió primerenca es va reduir a mesura que avançava la reunió i quan Hitler havia defensat que el seu objectiu era protegir el poble alemany de "Uns delinqüents afectats congènitament com ara causen estralls a Espanya" Faulhaber li havia contestat immediatament: «L'Església, senyor canceller, no refusarà a l'Estat el dret de mantenir les plagues allunyades de la comunitat nacional en el marc de la llei moral».
En les seves notes sobre la reunió de novembre de 1936, Faulhaber va registrar que Hitler «parlava obertament, confidencialment, emocionalment, de vegades de manera espiritual, es desvetllava al bolxevisme i als jueus» dient «Com van crear els sub-humans, incitats pels jueus. estralls a Espanya com les bèsties». Faulhaber va assenyalar que «sobre això va estava ben informat. ... No li faltaria el moment històric». Faulhaber va recordar a Hitler com havia estat present quan el papa Pius XI va dir que Hitler va ser el primer estadista que havia acordat amb el Papa sobre el perill del bolxevisme. Friedländer comenta que Faulhaber semblava estar d'acord amb els punts de Hitler en assenyalar els comentaris de Faulhaber "Tot això va ser expressat per Hitler de manera commovedora en el seu gran discurs a la manifestació del Partit de Nuremberg" Hitler va discutir amb les tensions de Faulhaber entre l'Església i el Partit:
«Penseu en tot això, cardenal, i consulteu amb altres líders de l'Església com podeu donar suport a la gran empresa del nacionalsocialisme per evitar la victòria del bolxevisme i com podeu aconseguir una relació pacífica amb l'estat. El nacionalsocialisme i l'església són victoriosos o bé perden junts. Estic segur, eliminaré totes aquestes petites coses que es plantegen en el sentit d'una cooperació harmònica. ... no vull participar en el comerç de cavalls. Ja sabeu que m'oposo als compromisos, però deixeu que sigui un últim intent».
Faulhaber va sortir de la reunió convençut que «Hitler era profundament religiós» i que «El canceller del Reich sens dubte viu en la creença en Déu. (...) Reconeix el cristianisme com el constructor de la cultura occidental.» Alguns crítics moderns han pintat la reunió com un fracàs per part de Faulhaber pel que fa als jueus. Michael Phayer, però, nota que Saul Friedländer, basat en el qual Phayer anomena l'obra "distorsionada" d'Ernst Klee, "vincula tènuament" Faulhaber amb el racisme nazi, però la seva pròpia anàlisi del text de les notes de Faulhaber de la reunió el porta a rebutjar aquest suggeriment. Phayer observa que la reunió no va ser sobre Jueus però sobre relacions església-estat.
El 18 de novembre, Faulhaber es va reunir amb membres destacats de la jerarquia alemanya dels cardenals per demanar-los que advertissin als seus feligresos contra els errors del comunisme. El 19 de novembre, Pius XI va anunciar que el comunisme s'havia desplaçat al cap de llista de "errors" i que calia una declaració clara. El 25 de novembre, Faulhaber va comunicar als bisbes bavaresos que havia promès a Hitler que els bisbes emetrien una nova carta pastoral en què condemnaven el «bolxevisme que representa el major perill per a la pau d'Europa i la civilització cristiana del nostre país». A més, va declarar Faulhaber, la carta pastoral «afirmarà una vegada més la nostra lleialtat i actitud positiva, exigida pel quart manament, cap a la forma de govern actual i el Führer».
Quan va passar el calendari d'aquest anunci, suprimit per la seva referència a violacions estatals contra el Concordat del Reich-Vaticà, Faulhaber va preparar un altre projecte que va presentar als bisbes alemanys. El 24 de desembre de 1936, la jerarquia conjunta alemanya va ordenar als seus sacerdots que llegissin la carta pastoral titulada "La defensa contra el bolxevisme", de tots els seus pulpits, el 3 de gener de 1937. La carta senyalava que si l'Església gaudís de les llibertats garantides pel dret diví i el Concordat. Lewy afirma que la carta va complir la part dels bisbes de la negociació realitzada amb Hitler en declarar el seu suport a la política exterior de Hitler i encoratjar els laics catòlics a tenir confiança en el lideratge de Hitler. No obstant això, Hitler mai va mantenir la seva part del "quid pro quo", ja que els nazis no eren simpàtics amb el desig de l'Església per a organitzacions i escoles catòliques fora del control directe dels nazis.
"El text de la carta pastoral revelava la capitulació de Faulhaber als desitjos de Hitler: «El bolxevisme ha iniciat la seva marxa des de Rússia cap als països d'Europa. ... ha arribat la fatídica hora per a la nostra nació i per a la cultura cristiana del món occidental. ... el Führer i el canceller Adolf Hitler van veure de lluny la marxa del bolxevisme i van girar la seva ment i les seves energies per evitar aquest enorme perill. Els bisbes alemanys consideren el seu deure fer tot el possible per donar suport al líder del Reich amb tot el que es disposi. vol dir en aquesta defensa». Els bisbes també van advertir als catòlics que no caiguessin en el descontentament, ja que «aquest estat d'ànim sempre ha proporcionat sòl fèrtil per als sentiments bolxevics».
També assenyala les declaracions de Faulhabers als bisbes alemanys que els comentaris dels "emigrants" sobre aquesta carta pastoral no van tenir cap conseqüència ("no ens importa un borrall") i que tots sabien qui eren els "emigrants". Segons Lewy, Faulhaber es refereix als catòlics que havien marxat d'Alemanya. El diari catòlic neerlandès "Der Deutsche Weg" va expressar la seva decepció per la carta pastoral: «Ens costa entendre que malgrat els esdeveniments del 30 de juny [és a dir, la Nit dels ganivets llargs, malgrat les brutalitats inhumanes perpetrades en camps de concentració malgrat els processos de divisa i difamació, malgrat els insults personals contra els prínceps individuals de l'Església, contra el Sant Pare [és a dir, el Papa] i tota l'Església, i malgrat totes les mesures hostils que equivalen a un altre Kulturkampf, ... els bisbes troben paraules d'agraïment per allò que (al costat del bolxevisme) és el seu pitjor enemic.»
El diari anti-nazi catòlic francès Kulturkampf va afirmar que «si els nazis només aturessin els seus atacs contra l'Església, el socialisme nacional i els catòlics alemanys podrien tornar a ser aliats.» Paul Johnson descriu Faulhaber com a compartir en una il·lusió comuna de cristians alemanys. d'una distinció entre el Führer, a qui creia que era ben intencionat, i un cert nombre de "malvats associats" de Hitler
Després de descobrir una trama per assassinar Hitler el 1943, la Gestapo va interrogar a Faulhaber els seus contactes amb Carl Goerdeler, que estava involucrat en el pla dels generals. Es va dir que havia condemnat vigorosament la trama d'assassinat i que havia afirmat la seva lleialtat al Führer.

#### Oposició a les polítiques nazis
Al juny de 1933, Faulhaber es va queixar a Hitler sobre actes de violència contra els viatgers catòlics que havien tingut lloc a Múnic i l'arrest de gairebé cent sacerdots. Va protestar que la llibertat religiosa de l'església podria estar amenaçada per aquests actes, tot i que l'Església havia fet públiques expressions de lleialtat a l'Estat i de la voluntat de participar-hi. Més tard l'any es va queixar també a la Cancelleria de l'Estat de Baviera sobre les voreres introduïdes pel nou règim. El juny de 1937, va condemnar l'arrest del sacerdot jesuïta Rupert Mayer durant un sermó. L'Església catòlica es va oposar aleshores, com ara, a l'esterilització. Quan els nazis van proposar introduir l'esterilització obligatòria de persones afectades per certes malalties o discapacitats el gener de 1934 va protestar de nou. Els bisbes alemanys van demanar que els catòlics en ocupacions pertinents no fossin obligats a actuar contra la seva consciència i els seus ensenyaments de l'Església. Els nazis eren hostils a la crítica percebuda als bisbes alemanys i els acusaven de fomentar la desobediència. Faulhaber va respondre afirmant:
«Els bisbes van declarar de forma reiterada i sense cap mena de dubte la seva voluntat de promoure la cooperació pacífica de l'Església i l'Estat. Tanmateix, en aquelles qüestions en què una llei de l'Estat entri en conflicte amb un domini etern de Déu, els bisbes no poden, per silenci, trair el seu sant ofici».
El setembre del 1939, Hitler va dictar una ordre que sancionava la matança de persones amb malalties incurables. L'eutanàsia va estar, i continua sent, en contra de l'ensenyament de l'Església. El programa es va iniciar en secret, però quan va sortir a l'opinió pública, Faulhaber va ser un dels bisbes alemanys que van protestar pels assassinats i van escriure al ministre de Justícia:
«He considerat que és el meu deure de consciència parlar en aquesta qüestió etico-legal, no política, ja que, com a bisbe catòlic, no podré quedar en silenci quan estigui en joc la preservació dels fonaments morals de tot ordre públic.»
L'abril de 1941, els nazis van proposar l'eliminació dels crucifixos de les aules que va provocar una erupció de la desobediència civil per part dels catòlics habituals que van provocar l'abandonament de la prohibició. En el transcurs dels aldarulls, Faulhaber va afegir la seva crítica a la prohibició: "El soldat alemany és honorat públicament en ser cridat un croat contra el bolxevisme. Aquest títol d'honor no seria mereixedor, si a la vegada es manté la guerra a casa"

#### Annexió d'Àustria
Al març de 1938, els nazis van travessar la frontera austríaca i Àustria va ser declarada província del Reich alemany. Anteriorment, Faulhaber havia pensat que no es podia animar les campanes de les esglésies per motius purament polítics i es va negar a ordenar un toc de campanes a la vigília del plebiscit al març de 1936. (Al febrer de 1919 s'havia negat a permetre sonar les campanes després que Kurt Eisner, el primer ministre socialista de Baviera, hagués estat assassinat per un noble catòlic). Després de l'Anschluss Faulhaber va recomanar la publicació d'una declaració que ordenés sonar les campanes a les esglésies catòliques i exhortar els fidels el 10 d'abril «en aquesta hora de significació històrica mundial, per comprometre la seva fidelitat al Führer i el canceller del Reich, Adolf Hitler, i per pregar per la cooperació pacífica de l'Església i l'Estat en el Gran Reich alemany.» Les campanes van sonar, però els bisbes de Baviera, juntament amb altres, van ometre la menció de Hitler.

#### Invasió de Txecoslovàquia
A l'octubre de 1938, els nazis van travessar la frontera cap a Txecoslovàquia i van ocupar els Sudets. Compartint el relleu generalitzat que ara s'havia evitat la guerra, Faulhaber va suggerir enviar un telegrama, en nom de la Conferència dels bisbes alemanys, a Hitler. Signat per Bertram, deia:
«La gran actuació de salvaguarda de la pau internacional mou l'episcopat alemany, actuant en nom de tots els catòlics de totes les diòcesis alemanyes, respectant les felicitacions i les gràcies i demanant diumenge una toc de campanes festiu.»
El 1944, el papa Pius XII va escriure a Faulhaber indicant que en cas de pau negociat, Alemanya no hauria d'haver de renunciar a Àustria i a la província del Sudetes de Txecoslovàquia.

#### Guerra amb la Unió Soviètica
El juny de 1941, els nazis van llançar el seu atac a la Unió Soviètica, que va solidificar el suport de l'episcopat a la lluita contra el bolxevisme i en un cas va obtenir elogis de Reinhard Heydrich. La confiscació de les campanes de l'Església com a part de l'esforç bèl·lic va fer que Faulhaber afirmés: «Per a la pàtria estimada farem també aquest sacrifici si ara ha esdevingut necessari per a un final de la guerra amb èxit i per a la derrota del bolxevisme.» Quan la guerra a l'Est es va tombar contra els nazis Faulhaber va defensar l'Església contra la càrrega nazi que s'havia fet tèbia cap a la causa:
«Ningú al seu cor pot desitjar un resultat infructuós de la guerra. Tota persona raonable sap que en aquest cas l'Estat i l'Església, i la societat organitzada en conjunt, serien anul·lats pel caos rus.»

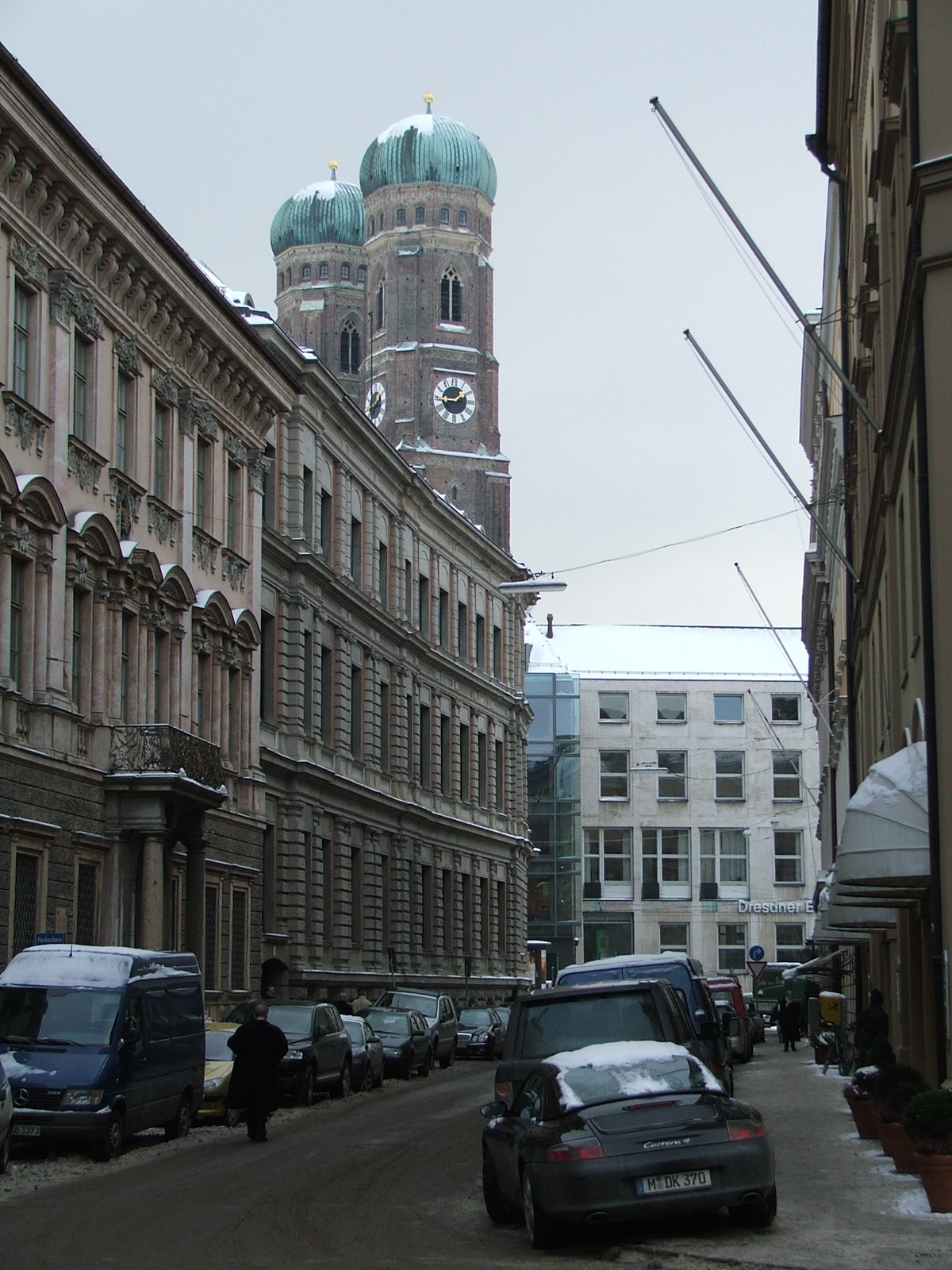
Carrer va nomenar en honor seu Kardinal-Faulhaber-Straße, a Múnic. Al fons hi ha la catedral de Frauenkirche de Múnic.

### Negociant el Concordat
Faulhaber també va participar amb el cardenal Pacelli en les negociacions del Reichskonkordat, que es va signar el 20 de juliol de 1933 i va ser ratificat al setembre d'aquest mateix any. Era la política típica de l'Església signar Concordats amb les nacions d'Europa i l'Església havia signat desenes de tractats amb tota mena de nacions europees en les dècades anteriors. El Concordat també sol·licitava la protecció per als catòlics quan la influència del seu protector tradicional, el Partit del Centre, havia disminuït (es va establir quan Pius IX va ser Papa per defensar els catòlics durant el programa anticatòlic del canceller Otto von Bismarck, el Kulturkampf, però, en el moment de la signatura del Concordat, el partit havia perdut influència i s'havia dissolt fins i tot abans de la signatura).
L'opinió de Paul Johnson era que el Kulturkampf havia deixat l'episcopat alemany en por de tornar a ser considerat anti-alemany i això havia animat l'Església a un acord amb Hitler. Fins i tot abans de l'auge de Hitler, creu que Faulhaber va demostrar aquesta actitud quan el cardenal va intentar sobresortir en la retòrica patriòtica descrivint la primera guerra mundial com a encàrrec per venjar l'assassinat a Sarajevo, creient que entraria. els anals de l'ètica cristiana com "el prototip de la guerra justa". Segons Ronald Rychlak Faulhaber va opinar que Hitler volia un concordat amb el Vaticà amb finalitats propagandístiques i va aconsellar precaució ja que Hitler "veu quin halo tindrà el seu govern als ulls del món si el Papa fa un tractat amb ell" ni els catòlics alemanys ho entendrien. per què havien entrat en un acord així quan "tota una fila de funcionaris catòlics estan tancats a la presó".
Faulhaber i Pacelli van procurar a través del Concordat obtenir una base estratègica i legal per desafiar la repressió violenta de l'Església, en part per a les seves condemnes a la doctrina racial nazi. La jerarquia alemanya es mostrava atenta de la precarietat dels tractes amb el govern, observant Faulhaber, "Amb el concordat ens penjaran, sense que el concordat ens penjaran, esbudellaran i esquarteran". Es diu que Pacelli va dir a l'ambaixador britànic a la Santa Seu: «Vaig haver de triar entre un acord i l'eliminació virtual de l'Església catòlica al Reich». Va sentir que «havia tingut una pistola al cap» i que estava negociant «amb el mateix dimoni». El 24 de juliol, Faulhaber va enviar una carta manuscrita a Hitler, assenyalant que «Per al prestigi d'Alemanya a l'Est i l'Oest i davant el món, aquest cop de mà amb el papat, el poder moral més gran de la història del món, és una gesta d'importància inconfessable». En un sermó pronunciat a Múnic durant 1937 el cardenal Faulhaber va declarar:
«En un moment en què els caps de les grans nacions del món van fer front a la nova Alemanya amb una reserva i una sospita considerable, l'Església catòlica, el màxim poder moral de la terra, a través del Concordat, va manifestar la seva confiança en el nou govern alemany. Aquesta era una obra de gran importància per a la reputació del nou govern a l'estranger.»
Després de la conclusió del Concordat, Faulhaber va combinar els seus comentaris sobre l'acord amb la seva expectativa de que l'estat alemany l'acomplís i, segons escriu l' historiador Michael Burleigh, amb un recurs d'amnistia per a víctimes als camps de concentració - un recurs que assenyala Burleigh. Els crítics actuals de Faulhaber no s'ho noten.
Els bisbes d'Àustria, el país de naixement de Hitler, però fora del control de la repressió nazi en aquell moment, van manifestar públicament la seva visió sobre el Concordat, el nazisme i la situació d'Alemanya en una carta del 23 de desembre de 1933: «El concordat conclòs recentment entre la Santa Seu i Alemanya no vol dir que l'Església catòlica aprovi els errors religiosos del nazisme. Tothom sap com de tensa és la situació entre l'Església i l'Estat a Alemanya ... L'Església catòlica mai no ha estat d'acord amb els tres errors fonamentals de El nazisme, que és primer, una bogeria racial un segon antisemitisme violent i un tercer nacionalisme extrem». El New York Times va assenyalar que la carta dels bisbes austríacs «es considera un repte per al nacional-socialisme no només a Àustria, sinó també a Alemanya».
El 1933 Faulhaber va criticar implícitament el caràcter violent de la nova direcció nazi en declarar: «'Un estat basat en la dreta, que busca el primer per una solució pacífica, ha d'aconseguir la victòria sobre un estat basat en el poder, que busca guanyar-se dret amb armes sagnants.» El discurs va ser considerat àmpliament com un acte d'oposició contra el govern de Hitler.
Al seu sermó d'Advent del 1933, Faulhaber va predicar: «No oblidem que ens hem salvat no per la sang alemanya sinó per la sang de Crist!» en resposta al racisme nazi. Les SS van interpretar el sermó com una intervenció a favor dels jueus.
El 1934, una persona desconeguda va disparar dos trets a l'estudi del cardenal. El 1935, alguns nazis van convocar en una reunió oberta per a l'assassinat de Faulhaber. El 1949, el consell de la Landesverband der Israelitischen Kultusgemeinde a Bayern (Unió Regional de les comunitats israelites [jueves] de Baviera) va agrair a Faulhaber les paraules següents:
«Com a representants de les sinagogues jueves bavareses, mai no oblidarem com vos, honorable mestre cardenal, els anys posteriors al 1933, amb un coratge inèdit, heu defensat l'ètica de l'Antic Testament des dels vostres púlpits i com vau salvar milers de jueus. terror i violència letal».

### Opinions sobre comunisme
El cardenal Faulhaber havia predicat contra el comunisme el 1930 i des del 1935 fins a finals del 1941, però va callar sobre el tema des de finals de 1942 fins a 1945; després del final de la guerra, continuà els seus atacs públics contra el "bolxevisme".

### Anys de la postguerra
Després de la guerra, Faulhaber va demanar pel pare Jozef Tiso que era el president del Partit del Poble Eslovac, que va perseguir els jueus el 1941 i el 1944. Faulhaber va qualificar Tiso com un "prelat de bon estat". Tiso va ser penjat per crims de guerra i la ràdio vaticana es va negar a defensar-lo dient que «hi ha certes lleis que s'han de complir, per molt que estimi el seu país». Michael Phayer culpa l'error de Faulhaber en el fracàs del Vaticà de mantenir informats els seus prelats, qualificant-lo com un "punt mort per a la informació sobre el genocidi".
Després de la guerra, la conferència dels bisbes alemanys va emetre una declaració que molts alemanys, inclosos catòlics, havien comès crims de guerra. La secció més controvertida que tractava el tema de la culpabilitat personal o col·lectiva per l'Holocaust va causar una fractura entre la població predominantment catòlica del sud d'Alemanya i el Govern Militar Ocupacional-Estats Units quan aquest va censurar la carta dels bisbes. Faulhaber es va negar a publicar una versió censurada. També va dir que els jueus alemanys haurien de ser rebuts al país ja que pertanyien igual que qualsevol altre alemany, oferint-se a pagar els seus costos de transport a Alemanya des de Theresienstadt. Faulhaber va rebre manifestacions d'agraïment del Centre de la Comunitat Jueva, que va assenyalar la seva actitud benintencionada mostrada als jueus a Múnic durant els anys de persecució. Faulhaber va anomenar antisemitisme un flagell de la humanitat i va donar la seguretat a un grup angloamericà «que faré tot el que estigui a la meva mà per convèncer els catòlics romans de Baviera que hauran de treure tots els antisemitismes restants del seu cor.» Va dir que demanaria al papa que emetés una carta pastoral sobre l'antisemitisme. Michael Phayer opina que a la pràctica Faulhaber, juntament amb el cardenal Preysing, van assolir "poc o res" d'importància en atacar l'antisemitisme i que això es devia a les prioritats del Vaticà i l'enviat del papa Pius XII, el bisbe Aloysius Muench. [99]

## Llegat
Faulhaber segueix sent una personalitat controvertida. Segons els informes, els nazis consideraven Faulhaber un "amic dels jueus" i un "reaccionari" catòlic (el terme utilitzat pels nazis per referir-se a opositors dels nazis que no eren d'esquerres). Ronald Rychlak opina que els punts de vista de gent com Faulhaber al cardenal Pacelli (aconsellant el silenci sobre el supòsit que parlar-ne empitjoraria) van influir en les respostes futures del cardenal Pacelli als problemes. A "Recordem: una reflexió sobre la Shoah", una declaració emesa pel Vaticà el 1998, els sermons Advent de Faulhaber de 1933 van ser elogiats pel seu rebuig a la "propaganda antisemita nazi". L'autor principal del document, el cardenal Cassidy, va ser contestat en una reunió el 1999 per un ancià rabí, que de setze anys vivia a Múnic en l'època dels sermons d'Advent, quan va recordar que Faulhaber havia declarat «que amb la vinguda de Crist, els jueus i el judaisme han perdut el seu lloc al món». Quan els historiadors a la reunió van assenyalar que el mateix Faulhaber va dir que només havia estat defensant l'"Antic Testament" i els jueus precristians, James Carroll va informar que el cardenal Cassidy semblava avergonyit i va respondre que la afirmació disputada a "Recordem" tenia no es trobava al seu document original, però havia estat afegit "pels historiadors".

## Premis i condecoracions
- Gran Creu del Mèrit de la República Federal Alemanya (1951)[12]
- Cavaller de l'orde de Sant Humbert
- Creu de Ferro de 1914, 2a classe
- Orde del Mèrit de la Corona Bavaresa
- Orde del Mèrit Militar, 1a classe (Baviera)
- Orde de Sant Alexandre (Bulgària)

### Obres citades
- "Nazi Germany and the Jews", Saul Friedländer, 1997, Weidenfeld and Nicolson, ISBN 0-297-81882-1
- "The Years of Extermination: Nazi Germany and the Jews, 1939-1945", Saul Friedländer, 2007, Weidenfeld and Nicolson, ISBN 978-0-297-81877-9
- "The Catholic Church and Nazi Germany", Guenter Lewy, 1964, Weidenfeld and Nicolson
- Lewy, Guenter (2000) The Catholic Church and Nazi Germany. New York: Da Capo Press; ISBN 0-306-80931-1. Amazon Books. Consultat 8 maig 2005.
- "Three Popes and the Jews", Pinchas Lapide, 1967, Hawthorn Books
- "The Catholic Church and the Holocaust", Michael Phayer, 2000, Indiana University Press, ISBN 0-253-33725-9
- "What Was Not Said", Martin Rhonheimer, First Things Magazine, 137 (novembre 2003):18–2
- "A History of Christianity", Paul Johnson, 1976, Athenium, ISBN 0-689-70591-3
- "Hitler the War and the Pope", Ronald J. Rychlak, 2000, Our Sunday Visitor, ISBN 0-87973-217-2